# Nothippus limbatus
Nothippus limbatus is een hooiwagen uit de familie Assamiidae. Tamerlan Thorell beschreef de soort in 1890. Ze was in 1886 op het eiland Sumatra verzameld door Elio Modigliani.